# BEREEVE
BEREEVE（ビリーヴ）は、日本の音楽ユニット。

## 来歴
1994年、前年にそれぞれバンドを解散した冴木裕志と石井直人の2人で結成。2月2日に石川寛門が作曲を担当したシングル「君から目を離せない」でポニーキャニオンからメジャー・デビュー。
1995年、5thシングル「本気でも嘘でもいい」がオリコンチャート10位にランクインし、最大のヒット作となる。
1998年、ビクターエンタテインメントに移籍。石井直人が石井ヒトシに改名。
1999年を以て解散。
その後、石井はZIGGYの戸城憲夫の誘いでTHE SLUT BANKSに加入。

## メンバー
- 冴木裕志（ボーカル・作詞、1965年6月7日 - 、福岡県出身）元THE JAGG。
- 石井ヒトシ（ギター・コーラス・作曲、1965年2月18日 - 、福島県出身、旧芸名：石井直人）元SOY SAUCE SONIX。

## ディスコグラフィ

### シングル
1. 君から目を離せない（1994年2月2日）
2. あの日に帰りたい（1994年4月21日）
3. 誰よりも眩しく（1994年11月18日）
4. Nobody Somebody（1995年5月19日）
5. 本気でも嘘でもいい（1995年9月21日）
6. 裸の愛で（1996年2月21日）
7. 微笑みから始めよう（1996年11月1日）
8. 微熱（1998年5月21日）
9. わがままにあたりまえに（1998年10月21日）

### アルバム
1. REAL EYES（1994年4月21日）
2. MOTION（1995年7月5日）
3. NAKED MYSELF（1996年3月21日）

### ビデオ
1. Records（1996年4月19日）

## タイアップ一覧
| 使用年 | 曲名                   | タイアップ                                                                  |
| ------ | ---------------------- | --------------------------------------------------------------------------- |
| 1994年 | 君から目を離せない     | フジテレビ系『MJ -MUSIC JOURNAL-』エンディングテーマ                        |
| 1994年 | あの日に帰りたい       | テレビ朝日系『OH!エルくらぶ』エンディングテーマ                             |
| 1994年 | 誰よりも眩しく         | テレビ朝日系ドラマ『さすらい刑事旅情編Ⅶ』エンディングテーマ                 |
| 1995年 | Nobody Somebody        | テレビ東京系『ニュース THIS EVENING』エンディングテーマ                     |
| 1995年 | 嵐の夜乗り越えても     | ギャガ・コミュニケーションズ＝シネカノン配給映画『さよならニッポン!』主題歌 |
| 1995年 | 本気でも嘘でもいい     | 三貴「カメリアダイヤモンド ラプソアモ」CMソング                             |
| 1995年 | 儚き日々たちへ         | テレビ朝日系『第27回全日本大学駅伝』テーマソング                            |
| 1996年 | 裸の愛で               | ブルボン「ION WATER」CMソング                                               |
| 1996年 | 裸の愛で               | テレビ朝日系『パー!スリー』エンディングテーマ                               |
| 1996年 | SPEED                  | パル企画配給映画『ろくでなしBLUES』主題歌                                   |
| 1996年 | 微笑みから始めよう     | テレビ朝日系『目撃!ドキュン』エンディングテーマ                             |
| 1996年 | Let's Move On          | ミズノ「スーパースター」CMソング                                            |
| 1998年 | 微熱                   | テレビ東京系『開運!なんでも鑑定団』エンディングテーマ                       |
| 1998年 | 微熱                   | カプコン「ロックマン&フォルテ」CMソング                                     |
| 1998年 | わがままにあたりまえに | テレビ東京系『TVチャンピオン』エンディングテーマ                            |